# Corsica et Sardinia

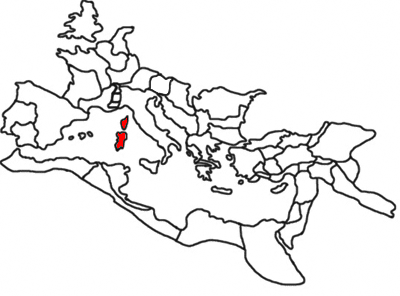
Provincia Corsica et Sardinia (în jurul anului 120 d.C.)

Corsica et Sardinia a fost o provincie romană care cuprindea insulele Corsica și Sardinia.
Fenicienii au fost primii care au stabilit câteva posturi comerciale în Corsica și în Sardinia. După fenicieni, au sosit grecii, care au înființat și ei colonii. Cartaginezii, cu ajutorul etruscilor, i-au învins pe fenicienii din Alalia (Aléria), o colonie în Corsica, în 535 î.Hr.. După Corsica, Sardinia a ajuns și ea sub controlul cartaginezilor.
După primul război punic, romanii au început să atace Sardinia, însă au ocupat-o abia în 229 î.Hr., împreună cu Corsica. În anul 27 î.Hr., provincia a devenit provincie senatorială, iar în anul 66, provincie imperială.